# ساوث هوبارت أفسي
ساوث هوبارت هو نادي كرة قدم أسترالي